# Francesco Paolo Iannuzzi
Francesco Paolo Iannuzzi (Monte di Procida, 25 settembre 1950) è un funzionario e politico italiano, esponente di Forza Italia.

## Biografia
Iannuzzi è laureato in scienze economiche e commerciali.
Iniziò la carriera politica con Democrazia Cristiana, al fianco di Paolo Cirino Pomicino.
Il 29 maggio 1988 venne eletto sindaco di Monte di Procida, la sua città natale, e mantenne l'incarico fino al 30 giugno 1992, dopo aver rassegnato le dimissioni.
Tra il 1992 e il 1994 è stato deputato nella XI Legislatura.
Il 28 maggio 2006 è ridiventato sindaco di Monte di Procida, ed è stato riconfermato nelle elezioni del 15 maggio 2011. È rimasto in carica fino al 10 febbraio 2015.
Dal gennaio 2013 ricopre la carica di Presidente dell'ANCI Campania dopo aver ricevuto una riconferma il 27 ottobre 2014.